# لنا اولین
لنا ماریا یونا اولین (به انگلیسی: Lena Maria Jonna Olin) (زاده ۹ مارس ۱۹۵۵) هنرپیشهٔ سوئدی است.

## زندگی

### خانواده
لنا جوانترین فرزند از سه فرزند خانواده خود است، پدرش استیج اولین کارگردان و بازیگر سوئدی ((به عنوان بازیگر در فیلم‌های بندر فریاد (۱۹۴۸)، زندان (۱۹۴۹)، نمایش تابستانه (۱۹۵۱) و ... ساخته‌های اینگمار برگمان کارگردان نام آشنای سوئدی)) و مادرش بریتا هولبرگ خواننده و بازیگر سوئدی (به عنوان صداپیشه در فیلم‌های زندان (۱۹۴۹) ساخته‌های اینگمار برگمان) بوده‌است.

### شخصی
در سال ۱۹۷۵ دختر شایسته اسکاندیناوی شد.لنا همچنین دانش آموخته پزشکی نیز است. لنا سپس به تحصیل در هنرهای دراماتیک در دانشگاه سوئد پرداخت. نخستین بازی لنا در فیلم چهره به چهره از ساخته‌های اینگمار برگمان بود.

## برخی از فیلم‌ها
- چهره به چهره (۱۹۷۶) به کارگردانی اینگمار برگمان
- تابو (۱۹۷۷)
- پس از تمرین (۱۹۸۳ ) به کارگردانی اینگمار برگمان
- سبکی تحمل‌ناپذیر هستی (۱۹۸۸) در نقش «سابینا» به کارگردانی فیلیپ کافمن
- اس/ئی خوشی (۱۹۸۹)
- دروازه نهم (۱۹۹۹) به کارگردانی رومن پولانسکی
- شکلات (۲۰۰۰) در نقش «ژوزفین» به کارگردانی لاسه هالستروم
- آدمکش‌های هالیوود (۲۰۰۳)
- بیدار شدن (۲۰۰۷)
- کتاب‌خوان (۲۰۰۸) به کارگردانی استفن دالدری
- مردان اسرارآمیز
- آقای جونز
- عروسی لهستانی
- شب‌هنگام در منهتن
- شب و لحظه
- یک زندگی

## سریالها
سریال 24
سریال الیاس

## بخشی از جوایز وافتخارات
- کاندیدای بفتای بهترین بازیگر نقش مکمل زن برای فیلم شکلات در سال ۲۰۰۰